# Ross Cheever
 (mai 2025).
Si vous disposez d'ouvrages ou d'articles de référence ou si vous connaissez des sites web de qualité traitant du thème abordé ici, merci de compléter l'article en donnant les références utiles à sa vérifiabilité et en les liant à la section « Notes et références ».
Pour les articles homonymes, voir Cheever.
Ross Cheever est un pilote automobile américain né le 12 avril 1964 à Rome (Italie). Il est le frère cadet de l'ancien pilote de Formule 1 Eddie Cheever.

## Biographie
Malgré l'exemple de son frère ainé, l'un des grands espoirs de la Formule 1 au début des années 1980, Ross Cheever envisage dans un premier temps de faire carrière dans le tennis. Ce n'est qu'en 1981, en assistant au Grand Prix de Las Vegas, que la passion de la course automobile le rattrape.
Après des débuts en Italie, Ross Cheever ne tarde pas à s'exiler au Japon, où il remporte le championnat national de Formule 3, avant de briller dans le relevé championnat du Japon de Formule 3000. À Sugo, en 1991, il remporte même une course en devançant son coéquipier d'un jour, un certain Michael Schumacher, dont ce sera l'unique apparition dans la discipline. Parfois pressenti pour accéder à la Formule 1, il ne parvient pas à forcer les portes de la discipline reine, et après un bref crochet par le championnat CART en 1992, il met un terme à sa carrière en 1994, à seulement 30 ans. Fin 1999, après cinq saisons d'inactivité, il fait son retour au volant à l'occasion d'essais privés pour le compte de l'écurie d'IRL de son frère Eddie, mais l'expérience s'achèvera par un échec aux qualifications des 500 Miles d'Indianapolis 2000.

## Palmarès
- Champion du Japon de Formule 3 en 1987